# Houmed Barkat
Houmed Houssein Barkat, född 4 april 2004, är en djiboutisk simmare.

## Karriär
Vid VM 2019 i Gwangju slutade Barkat på 71:a plats på 50 meter ryggsim och blev diskvalificerad på 50 meter frisim. Vid kortbane-VM 2021 i Abu Dhabi slutade han på 49:e plats på 50 meter bröstsim och på 80:e plats på 50 meter fjärilsim. Vid VM 2022 i Budapest slutade Barkat på 81:a plats på 50 meter frisim och på 68:e plats på 50 meter fjärilsim. Vid VM 2023 i Fukuoka slutade han på 99:e plats på 50 meter frisim och på 80:e plats på 50 meter fjärilsim. Vid VM 2024 i Doha slutade Barkat på 86:e plats på 50 meter frisim och på 58:e plats på 50 meter fjärilsim. Vid afrikanska spelen 2023 i Accra, som arrangerades 2024, tävlade han i 50 meter frisim, 100 meter frisim, 50 meter fjärilsim, 50 meter ryggsim och 100 meter ryggsim.
Barkat tävlade för Djibouti vid olympiska sommarspelen 2024 i Paris, där han blev utslagen i försöksheatet på 50 meter frisim och slutade på totalt 54:e plats. Vid kortbane-VM 2024 i Budapest slutade Barkat på 85:e plats på 50 meter frisim och på 94:e plats på 100 meter frisim.